# Затишное (Харьковский район)
За́тишное (укр. Затишне; до 2016 г. Радго́спное) — село, Бабаёвский поселковый совет, Харьковский район, Харьковская область, Украина.
Код КОАТУУ — 6325155301. Население по переписи 2001 года составляет 107 (48/59 м/ж) человек.

## Географическое положение
Село Затишное находится у истоков река Ржавчик, примыкает к селу Ржавец.
На реке сделана большая запруда.

## История
- 1964 — дата основания.
- 2016 — посёлок Радгоспное переименован в Затишное.